# Francis Greenwood Peabody
Francis Greenwood Peabody, född 1847, död 1936, var en amerikansk teolog.
Peabody var professor i etik vid Harvard College i Boston 1881–1913, en framstående predikant och författare till på sin tid mycket lästa social-etiska arbeten. Av dessa finns i svensk översättning, Jesus Kristus och den sociala frågan (1913).